# Zonitis holoxantha
Zonitis holoxantha es una especie de coleóptero de la familia Meloidae.

## Distribución geográfica
Habita en Sumatra (Indonesia).